# Alexandre Ivanovich Kuprin
Alexandre Ivanovich Kuprin (em russo:  Александр Иванович Куприн); (aldeia de Narovtchat, no oblast de Penza, 26 de agosto jul./ 7 de setembro de 1870 greg. - 25 de agosto de 1938, Leningrado) foi um escritor russo, observador perspicaz do folclore. Sua primeira obra importante, Moloch, apareceu em 1896. Suas novelas mais famosas são: O Duelo (1905), Yama: O Poço (1915), Olesya (1898), Capitão Ribnikov (1906), Esmeralda (1907) e O bracelete de granadas - este último transformado em filme de 1965.

## Publicações selecionadas

### Romances
- The Duel (Поединок, 1905; traduzido como The Duel in 1916)
- The Pit (Яма, 1909–1915)
- The Wheel of Time (Колесо времени, 1929)
- Junkers (Юнкера, escrito em 1928-1932, publicado em 1933), romance autobiográfico

### Novelas
- In the Dark (Впотьмах, 1893)
- Moloch (Молох, 1896)
- Olesya (Олеся, 1898)
- Sulamith: A Romance of Antiquity (Суламифь, 1908)
- The Garnet Bracelet (Гранатовый браслет, 1911)

### Contos e esboços
- "The Last Debut" (Последний дебют, 1889)
- "Psyche" (Психея, traduzido como "Psyque" em 1929)
- "On a Moonlit Night" (Лунной ночью, 1893)
- "The Inquiry" (Дознание, 1894)
- The Kiev Types (Киевские типы, 1896, uma coleção de esboços)
- Miniatures (Миниатюры, 1897, coleção de contos)
- "At the Circus" (В цирке, 1902)
- "The Horse Thieves" (Конокрады, 1903)
- "Captain Ribnikov" (Штабс-капитан Рыбников, 1906)
- "The River of Life" (Река жизни, 1906)
- "The Outrage - A True Story"